# Nikkō-Linie
| Triebzug der Baureihe 205 |                   |                        |                        |
| |                   |                        |                        |
| Streckenlänge: | 40,5 km           |                        |                        |
| Spurweite: | 1067 mm (Kapspur) |                        |                        |
| Stromsystem: | 1500 V =          |                        |                        |
| Maximale Neigung: | 25 ‰              |                        |                        |
| Streckengeschwindigkeit: | 95 km/h           |                        |                        |
| Zweigleisigkeit: | nein              |                        |                        |
| |                   |                        |                        |
| Gesellschaft: | JR East           |                        |                        |
| \| \| 0,0 \| Utsunomiya (宇都宮) \| 1885– \| \| \| \| \| \| \| \| \| Tagawa \| \| \| \| \| Tōhoku-Hauptlinie \| 1885– \| \| \| \| Tōhoku-Shinkansen \| 1982– \| \| \| \| Fuji Heavy Industries \| \| \| \| \| Tōbu Utsunomiya-Linie \| 1931– \| \| \| \| \| \| \| \| \| Tōbu Ōya-Linie \| 1897–1964 \| \| \| \| Japan Tobacco and Salt \| \| \| \| 4,8 \| Tsuruta (鶴田) \| 1902– \| \| \| \| \| \| \| \| \| Tōbu Ōya-Linie \| \| \| \| 5,8 \| Togami (砥上) \| –1902 \| \| \| \| Sugata-gawa \| \| \| \| \| Tōhoku-Autobahn \| \| \| \| 14,3 \| Kanuma (鹿沼) \| 1890– \| \| \| 22,4 \| Fubasami (文挟) \| 1890– \| \| \| 28,2 \| Shimotsuke-Ōsawa \| Shimotsuke-Ōsawa \| \| \| \| (下野大沢) \| 1929– \| \| \| \| Tōbu Nikkō-Linie \| 1929– \| \| \| 33,9 \| Imaichi (今市) \| 1890– \| \| \| \| \| \| \| \| 40,5 \| Nikkō (日光) \| 1890– \| \| \| \| Straßenbahn Nikkō \| \| \| \| \| \| \| \| \| \| Tōbu-Nikkō (東武日光) \| \| \| \| \| \| \| |                   |                        |                        |
| | 0,0               | Utsunomiya (宇都宮)    | 1885–                  |
| |                   |                        |                        |
| Brücke über Wasserlauf · Brücke über Wasserlauf |                   | Tagawa                 | Tagawa                 |
| Abzweig geradeaus und nach links · Kreuzung geradeaus unten |                   | Tōhoku-Hauptlinie      | 1885–                  |
| Strecke · Strecke nach links |                   | Tōhoku-Shinkansen      | 1982–                  |
| Strecke · Betriebsstelle Streckenanfang (Strecke außer Betrieb) |                   | Fuji Heavy Industries  | Fuji Heavy Industries  |
| Kreuzung geradeaus unten · Kreuzung geradeaus unten (Strecke geradeaus außer Betrieb) |                   | Tōbu Utsunomiya-Linie  | 1931–                  |
| |                   |                        |                        |
| Abzweig quer und von links (Strecke außer Betrieb) · Abzweig geradeaus und ehemals von rechts |                   | Tōbu Ōya-Linie         | 1897–1964              |
| Betriebsstelle Streckenende (Strecke außer Betrieb) · Strecke |                   | Japan Tobacco and Salt | Japan Tobacco and Salt |
| Bahnhof | 4,8               | Tsuruta (鶴田)         | 1902–                  |
| Abzweig geradeaus und nach halbrechts |                   |                        |                        |
| Abzweig quer · Kreuzung geradeaus unten (Querstrecke außer Betrieb) |                   | Tōbu Ōya-Linie         | Tōbu Ōya-Linie         |
| ehemaliger Haltepunkt / Haltestelle | 5,8               | Togami (砥上)          | –1902                  |
| Brücke über Wasserlauf |                   | Sugata-gawa            | Sugata-gawa            |
| Strecke mit Straßenbrücke |                   | Tōhoku-Autobahn        | Tōhoku-Autobahn        |
| Bahnhof | 14,3              | Kanuma (鹿沼)          | 1890–                  |
| Bahnhof | 22,4              | Fubasami (文挟)        | 1890–                  |
| Bahnhof | 28,2              | Shimotsuke-Ōsawa       | Shimotsuke-Ōsawa       |
| |                   | (下野大沢)             | 1929–                  |
| Kreuzung geradeaus unten |                   | Tōbu Nikkō-Linie       | 1929–                  |
| Bahnhof | 33,9              | Imaichi (今市)         | 1890–                  |
| U-Bahn-Strecke von links (außer Betrieb) · Abzweig mit U-Bahn geradeaus und ehemals nach rechts |                   |                        |                        |
| U-Bahn-Strecke (außer Betrieb) · Bahnhof | 40,5              | Nikkō (日光)           | 1890–                  |
| Abzweig mit U-Bahn geradeaus und ehemals nach links · U-Bahn-Abzweig quer und nach links (Strecke außer Betrieb) · Kreuzung mit U-Bahn geradeaus unten (Querstrecke außer Betrieb) |                   | Straßenbahn Nikkō      | Straßenbahn Nikkō      |
| Strecke |                   |                        |                        |
| Strecke nach links · Kreuzung geradeaus unten · Kopfbahnhof Streckenende und quer |                   | Tōbu-Nikkō (東武日光)  | Tōbu-Nikkō (東武日光)  |
| |                   |                        |                        |

Die Nikkō-Linie (jap. 日光線 Nikkō-sen) ist eine Eisenbahnstrecke auf der japanischen Insel Honshū, die von der Bahngesellschaft JR East betrieben wird. In der Präfektur Tochigi verbindet sie Utsunomiya mit der touristisch bedeutenden Stadt Nikkō.

## Streckenbeschreibung
Die 40,5 km lange Stichstrecke ist in Kapspur (1067 mm) verlegt und mit 1500 V Gleichspannung elektrifiziert. Abgesehen von Ausweichen in den Bahnhöfen ist sie vollständig eingleisig. Sie bedient sieben Bahnhöfe, die zulässige Höchstgeschwindigkeit beträgt 95 km/h und die maximale Neigung 25 Promille. Ihr östlicher Ausgangspunkt ist der Bahnhof Utsunomiya, der bedeutendste Verkehrsknotenpunkt der Präfektur Tochigi, wo Anschluss an die Tōhoku-Shinkansen und die Utsunomiya-Linie besteht.
Zunächst verläuft die Strecke etwa zweieinhalb Kilometer weit südwärts parallel zur Utsunomiya-Linie. Sie zweigt nach der Überbrückung des Tagawa nach Westen ab, passiert das Subaru-Werk und unterquert sowohl die Tōbu Utsunomiya-Linie als auch die Tōhoku-Autobahn. Anschließend überbrückt sie den Fluss Takeshi und folgt diesem in nordwestlicher und nördlicher Richtung. Dabei verläuft sie in den Ausläufern des Nikkō-Gebirges durch eine überwiegend ländliche Region. Nach dem Bahnhof Shimotsuke-Ōsawa unterquert die Strecke die Tōbu Nikkō-Linie der Bahngesellschaft Tōbu Tetsudō. In Sichtweite des Vulkans Nantai erklimmt sie nach dem Bahnhof Imaichi einen steilen Steigungsabschnitt und endet schließlich im Bahnhof Nikkō. Insgesamt wird ein Höhenunterschied von 417 m überwunden.

## Zugangebot
Nahverkehrszüge mit Halt an allen Bahnhöfen fahren zwischen Utsunomiya und Nikkō in einem angenäherten Stundentakt. Hinzu kommen während der Hauptverkehrszeit zusätzliche Züge (überwiegend zwischen Utsunomiya und Kanuma), die zusammen ungefähr einen Halbstundentakt ergeben. Je nach Saison verkehren verschiedene touristische Sonderzüge wie der View Coaster Kazekko und die Train Suite Shiki-Shima.

## Bilder

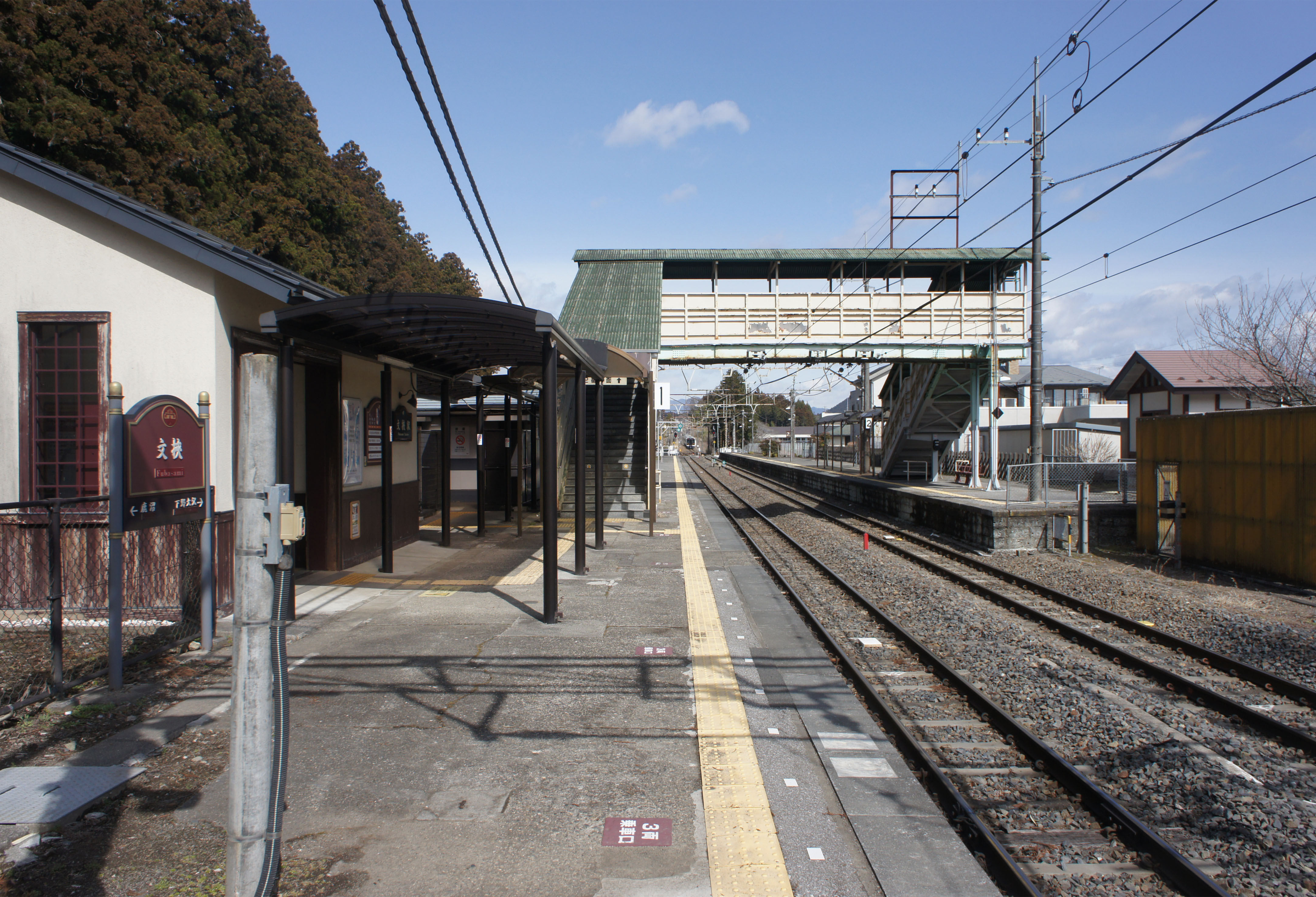
Bahnhof Fubasami
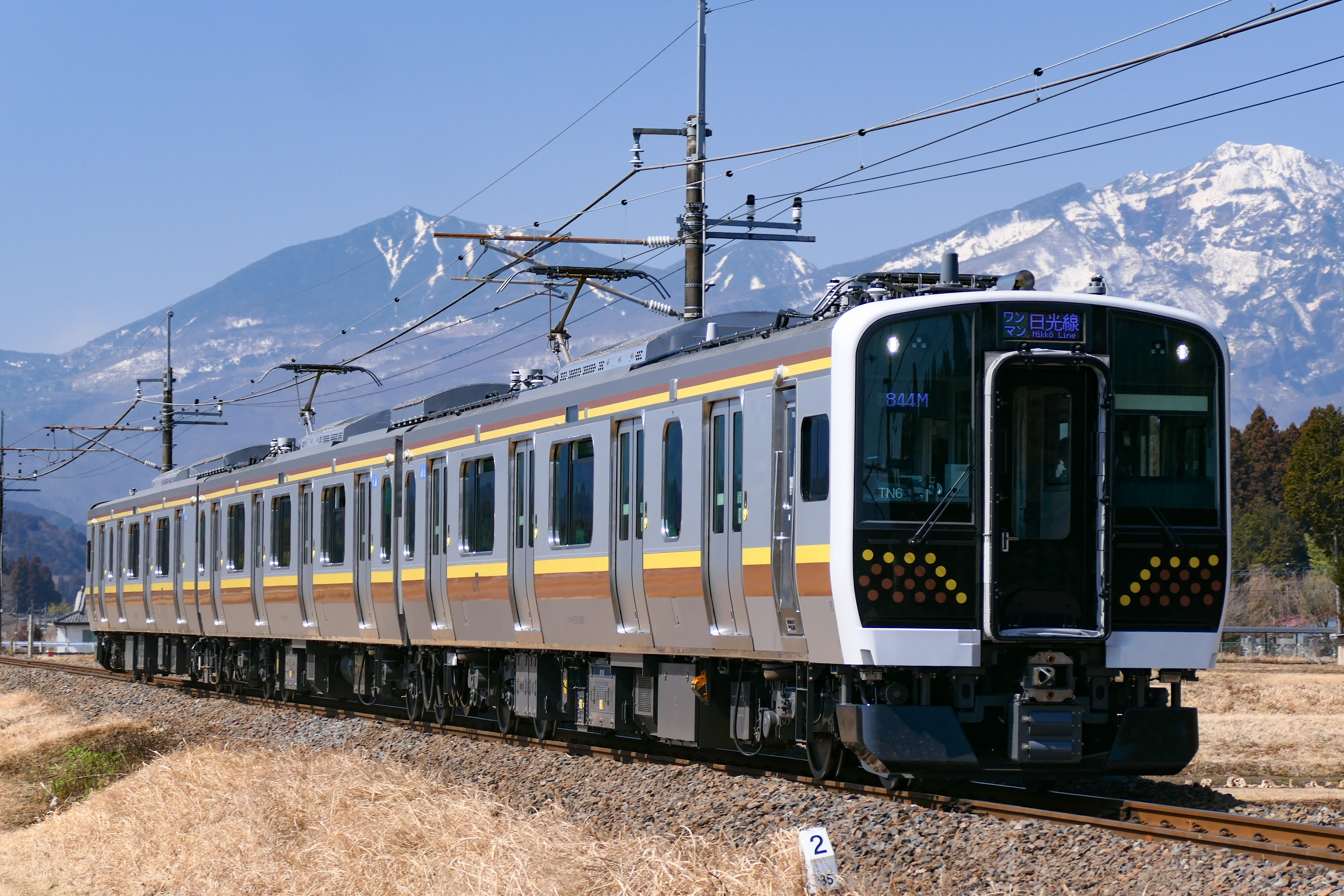
Triebzug der Baureihe E131 bei Imaichi
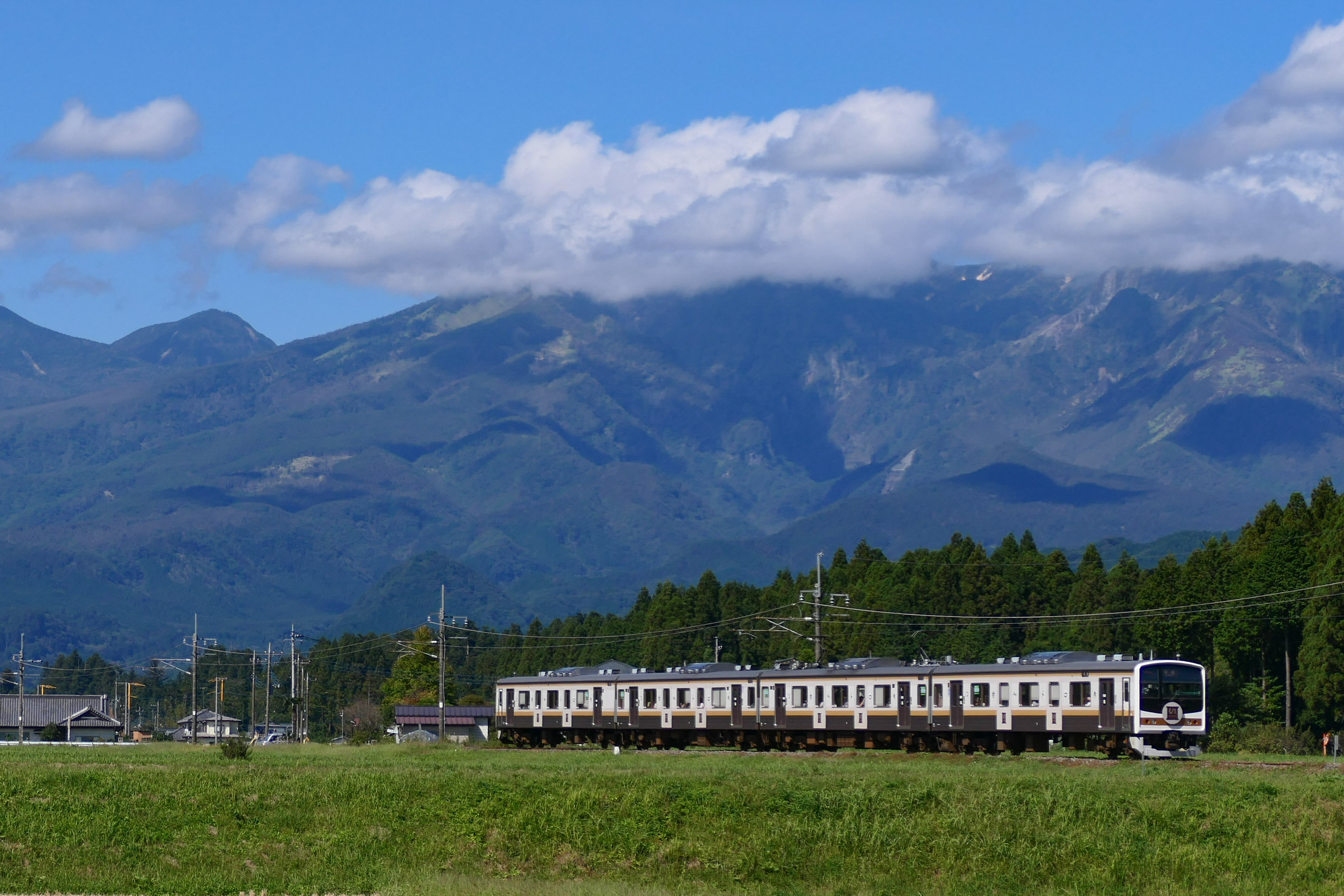
Ausflugszug Iroha
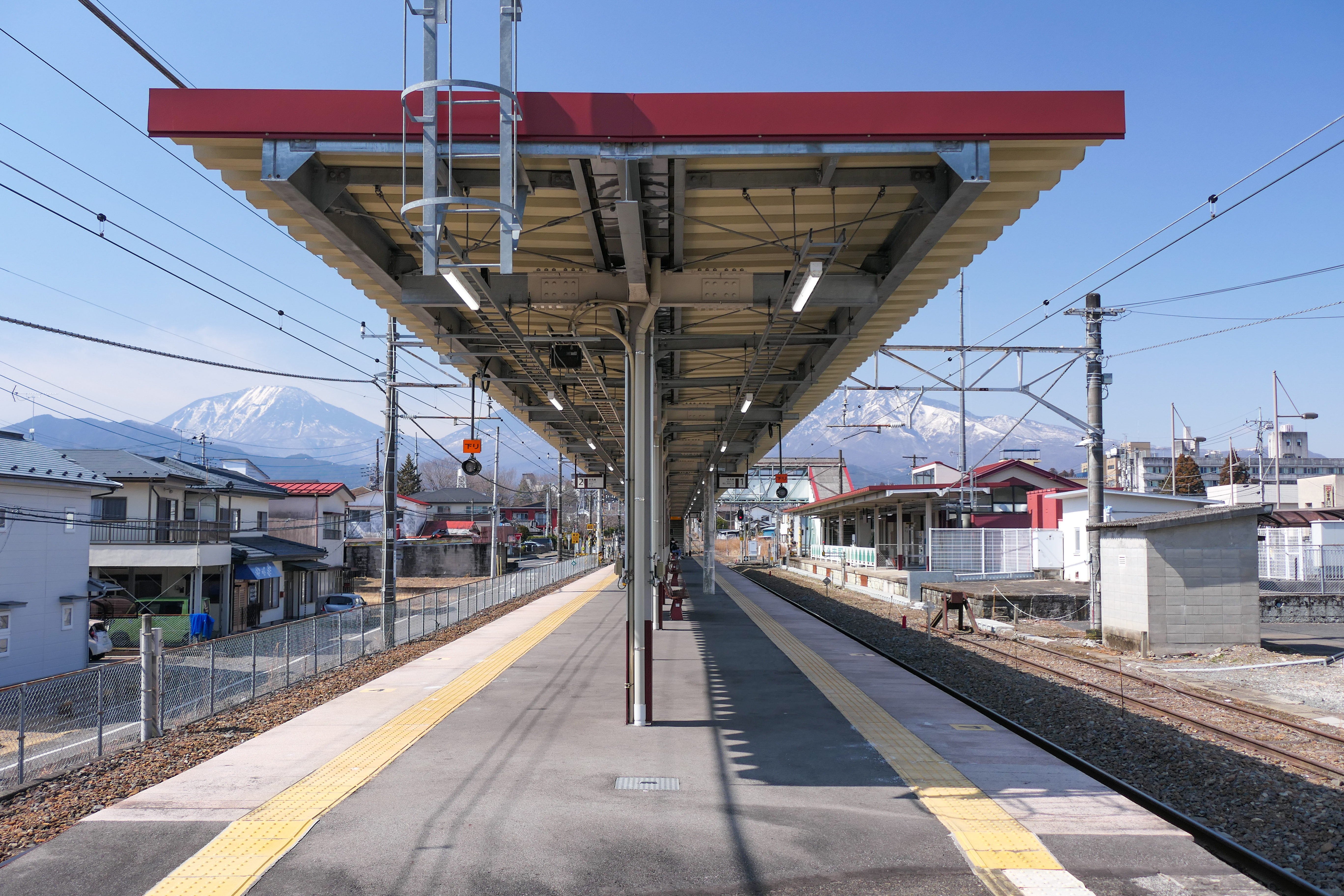
Bahnhof Imaichi
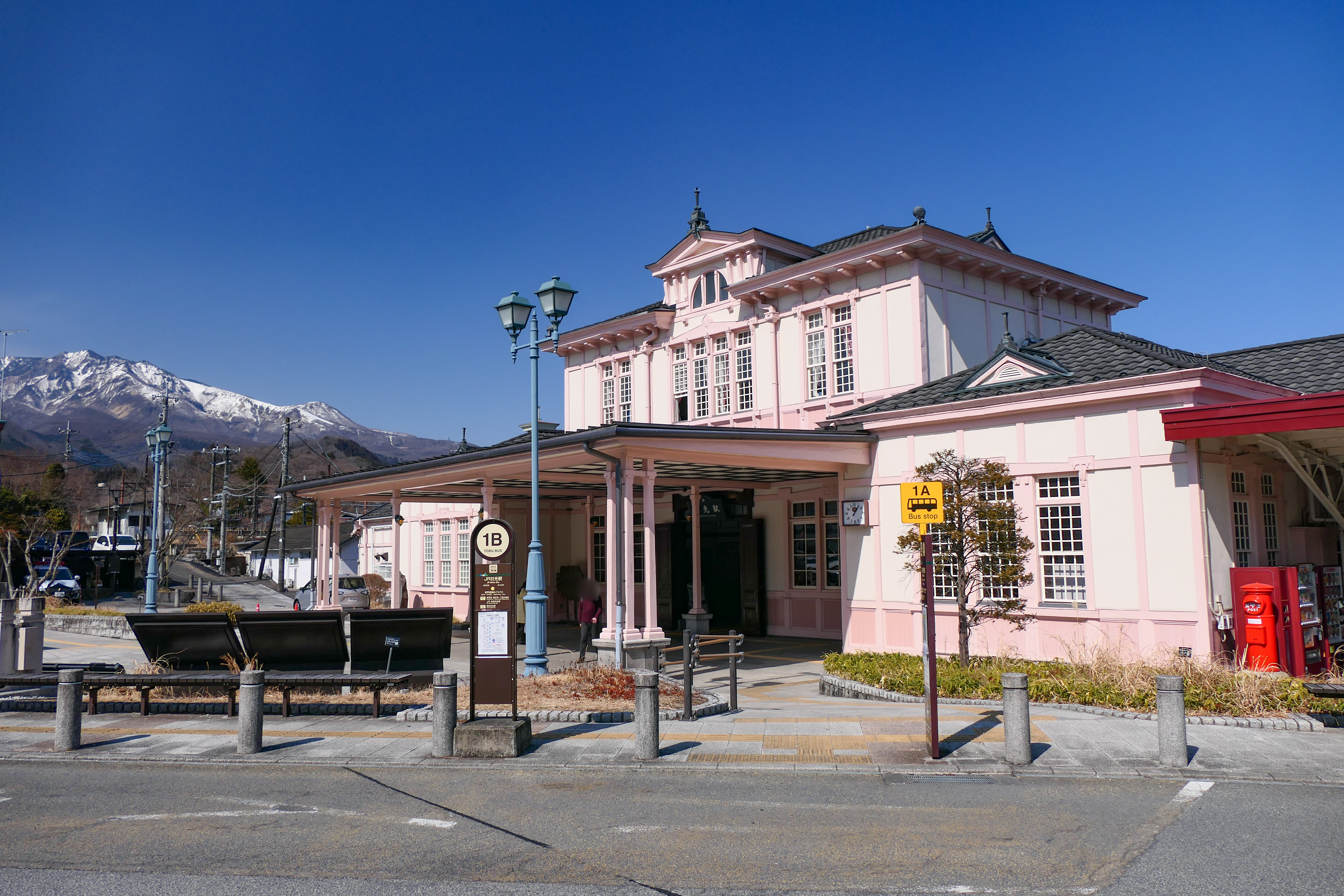
Bahnhof Nikkō

## Geschichte
Bereits während der Edo-Zeit zogen die Schreine und Tempel in Nikkō viele Besucher an, und nach dem Ende der Abschließung Japans entwickelte sich der Ort zu einem bevorzugten Ziel auch für ausländische Touristen. Um von Tokio hierher zu gelangen, war zunächst eine vierstündige Zugfahrt nach Utsunomiya erforderlich, gefolgt von einer fünfstündigen Rikscha-Fahrt. Deshalb erschien es naheliegend, den Tourismus mit einer Anbindung ans Schienennetz weiter zu fördern. Zunächst bildete sich die Nikkō Tetsudō, die jedoch nicht über das Planungsstadium hinauskam. Daraufhin übernahm die Nippon Tetsudō, Japans erste private Bahngesellschaft, das Vorhaben und begann mit den Bauarbeiten. Am 1. Juni 1890 eröffnete sie den ersten Abschnitt zwischen Utsunomiya und Imaichi. Zwei Monate später, am 1. August, reichte die Strecke bis zum Bahnhof Nikkō und war damit vollendet. Im August 1893 hielt sich der österreichische Erzherzog Franz Ferdinand im Zuge seiner Weltreise in Japan auf. Unter anderem reiste er mit der Bahn von Ueno nach Nikkō, um die Sehenswürdigkeiten zu besuchen.
Nachdem der japanische Reichstag das Eisenbahnverstaatlichungsgesetz beschlossen hatte, gingen die Nippon Tetsudō und ihre Strecken am 1. November 1906 in Staatsbesitz über. Zu jener Zeit verkehrten mehrmals täglich direkte Züge mit Erstklasswagen zwischen Ueno und Nikkō, was sich als lukrative Einnahmequelle erwies. Die Situation änderte sich jedoch grundlegend, als die private Tōbu Tetsudō 1929 die Tōbu Nikkō-Linie in Betrieb nahm. Die konkurrierende Strecke war in Richtung Tokio nicht nur kürzer, sondern auch elektrifiziert und damit deutlich schneller. Daraufhin entbrannte ein heftiger Konkurrenzkampf um die Gunst der Fahrgäste. 1930 plante das Eisenbahnministerium eine Abkürzungsstrecke zwischen Suzumenomiya und Tsuruta, wodurch der Fahrtrichtungswechsel in Utsunomiya hätte entfallen können. Doch die städtische Industrie- und Handelskammer intervenierte und der Plan musste aufgegeben werden.
1950 führte die Japanische Staatsbahn den dieselbetriebenen Schnellzug Nikkō ein, der die Strecke Ueno–Nikkō in etwas mehr als zwei Stunden zurücklegte und nun mit den Zügen der Tōbu Tetsudō konkurrenzfähig war; ab 1956 verkehrte er vom Bahnhof Tokio aus. Am 22. September 1959 elektrifizierte die Staatsbahn die gesamte Strecke, was eine weitere Verkürzung der Fahrzeit ermöglichte, und am 3. März 1970 führte sie das Betriebsleitsystem CTC ein. Aufgrund von Fahrplanänderungen im Zusammenhang mit der Eröffnung des Jōetsu-Shinkansen stellte die Staatsbahn 1982 den Betrieb des Schnellzugs Nikkō ein, im Februar 1984 folgte die Einstellung des Güterverkehrs. Im Rahmen der Staatsbahnprivatisierung ging die Nikkō-Linie am 1. April 1987 in den Besitz der neuen Gesellschaft JR East über.

## Liste der Bahnhöfe

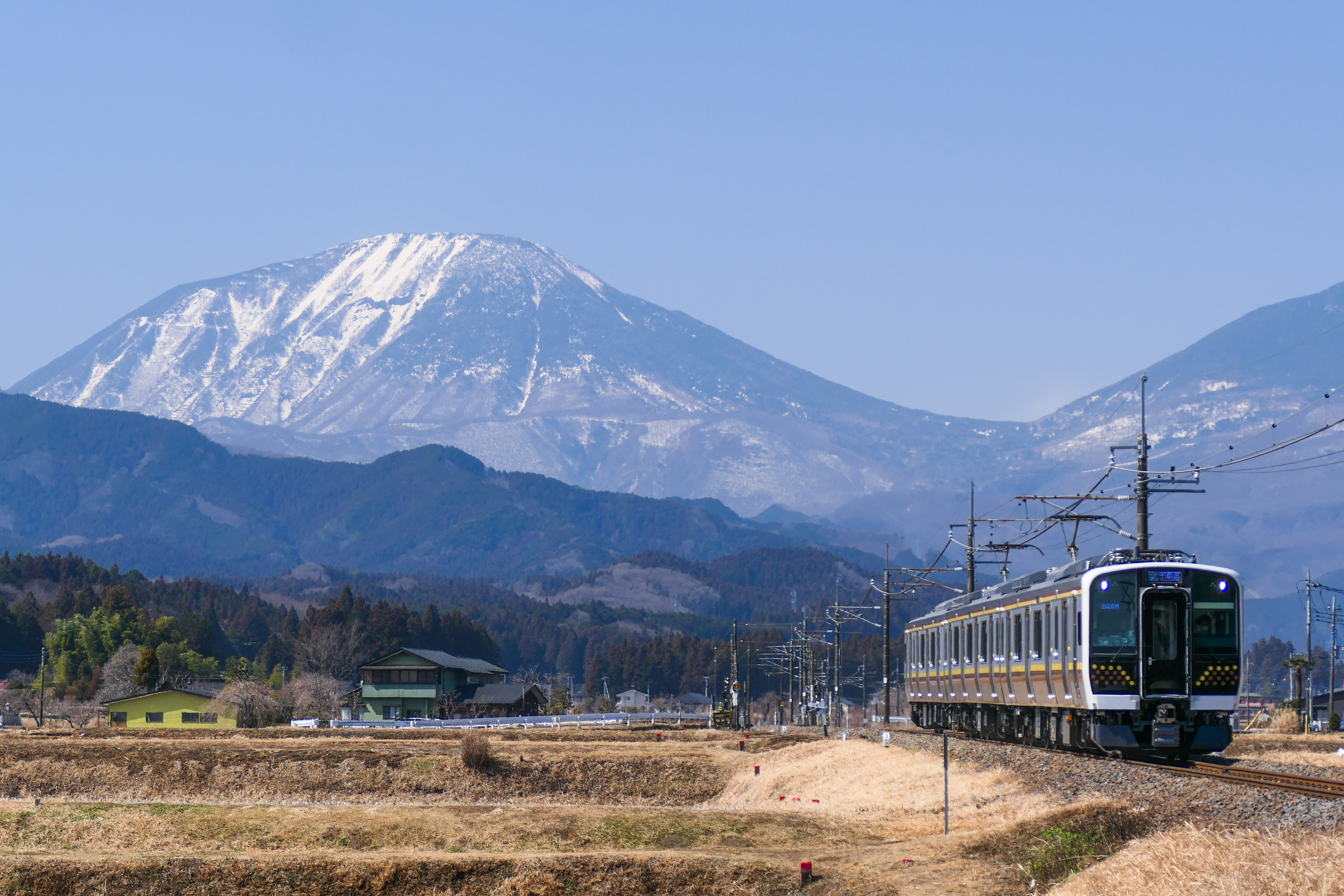
Triebzug der Baureihe E131-600 bei Imaichi, mit dem Vulkan Nantai im Hintergrund

| Name                        | km   | Anschlusslinien                                                             | Lage   | Ort        |
| --------------------------- | ---- | --------------------------------------------------------------------------- | ------ | ---------- |
| Utsunomiya (宇都宮)         | 00,0 | Tōhoku-Shinkansen Tōhoku-Hauptlinie (Utsunomiya-Linie) Stadtbahn Utsunomiya | Koord. | Utsunomiya |
| Tsuruta (鶴田)              | 04,8 |                                                                             | Koord. | Utsunomiya |
| Kanuma (鹿沼)               | 14,3 |                                                                             | Koord. | Kanuma     |
| Fubasami (文挟)             | 22,4 |                                                                             | Koord. | Nikkō      |
| Shimotsuke-Ōsawa (下野大沢) | 28,2 |                                                                             | Koord. | Nikkō      |
| Imaichi (今市)              | 33,9 |                                                                             | Koord. | Nikkō      |
| Nikkō (日光)                | 40,5 | im Bhf. Tōbu-Nikkō: Tōbu Nikkō-Linie                                        | Koord. | Nikkō      |